# Mario Ledesma
Mario Ledesma (Buenos Aires, 17 de mayo de 1973) es un exjugador argentino de rugby que se desempeñó como hooker. Fue entrenador del seleccionado argentino de rugby,  Los Pumas, desde agosto de 2018 hasta febrero de 2022.

## Biografía
Empezó su carrera en el Curupaytí, donde debutó en 1991 jugando como octavo. Posteriormente cambió de posición a hooker y su juego mejoró considerablemente. Tanto, que debutó con Los Pumas en 1996, frente a Uruguay. Luchó en ese puesto con Federico Méndez.
Mario fue contratado profesionalmente por el club Narbonne del Top 14, para pasar luego al Castres Olympique y finalmente al ASM Clermont donde se coronó campeón de la temporada 2009/10 y se retiró en 2011.
En junio de 2015, fue elegido como el mejor Hooker de la historia de las Copas del Mundo durante una encuesta lanzada en las redes sociales, obteniendo el 41% de los votos.
Trabajó para el equipo de entrenadores del equipo nacional de Australia como entrenador de delanteros y ha logrado perfeccionar la melee de los Wallabies.
Desde octubre de 2017 es entrenador de Jaguares, la franquicia argentina en el Super Rugby.
Desde agosto de 2018 firma contrato como entrenador de Pumas hasta diciembre de 2021.

## Participaciones en Copas del Mundo

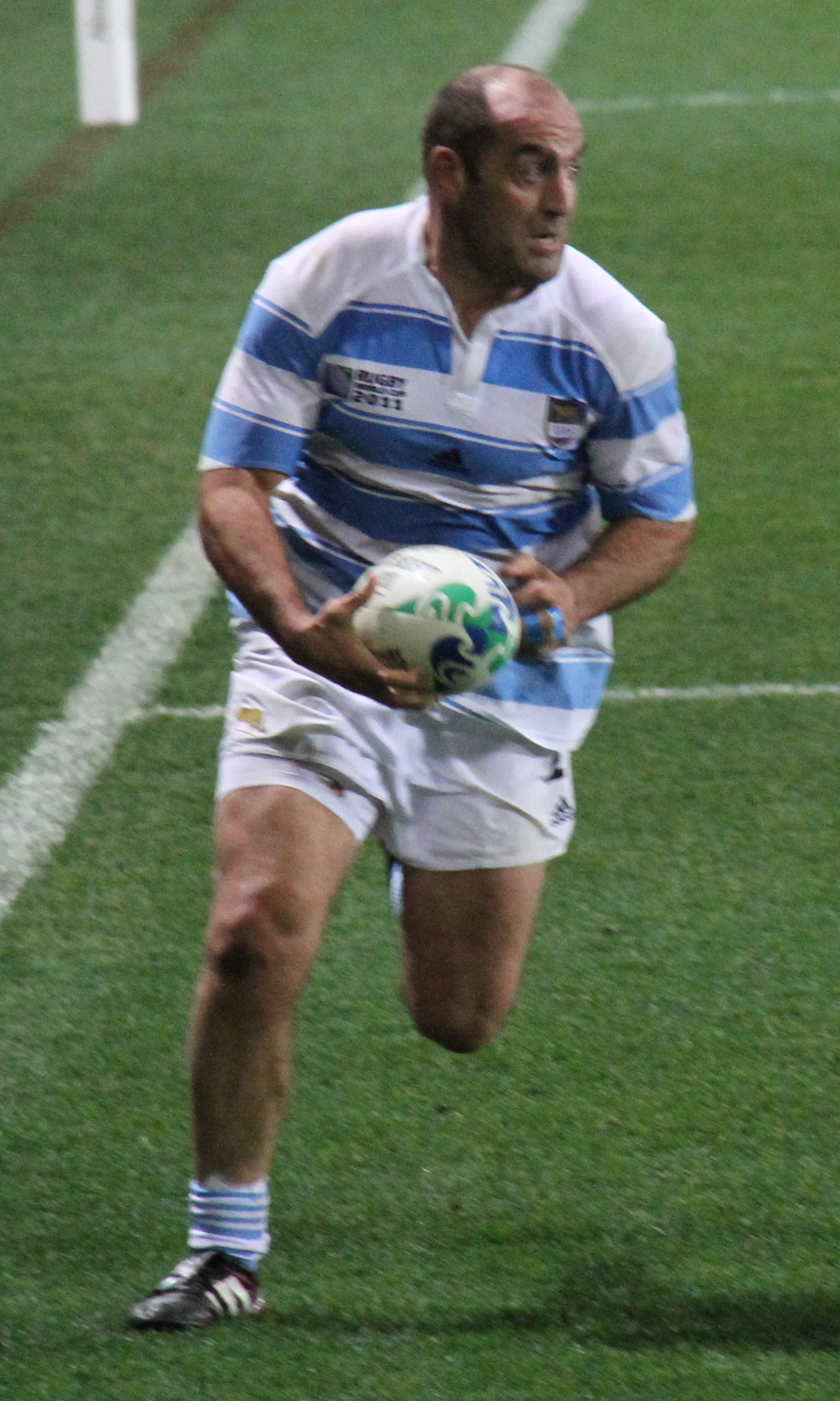
Ledesma en el Mundial de 2011.

Mario Ledesma jugó su primer mundial en Gales 1999, donde Argentina inauguró el mundial ante Gales, siendo derrotado 23-18. Argentina saldría calificado mejor tercero en la fase de grupos, superando por primera vez dicha etapa y debería jugar un play-off contra Irlanda para clasificar a cuartos de final; los Pumas triunfarían 24-28 y luego serían eliminados del mundial por Les Blues. Cuatro años más tarde, llegó Australia 2003 donde los Pumas no pudieron vencer al XV del trébol en un duelo clave por la clasificación a cuartos de final.
Participó del histórico Mundial de Francia 2007, en el cual Argentina venció a Francia en la inauguración del torneo, Georgia, Namibia e Irlanda para ganar su grupo. En Cuartos de final vencerían a Escocia para hacer historia y llegar por primera vez a Semifinales donde enfrentaron a los eventuales campeones mundiales, los Springboks, siendo la única derrota en el torneo. Por el tercer puesto Argentina enfrentó nuevamente a Les Blues, donde una vez más Los Pumas triunfaron 34-10.
Finalmente Mario se retiraría del seleccionado en Nueva Zelanda 2011, Argentina empezaría el mundial cayendo ante Inglaterra 9-13, pero ganaría sus otros tres partidos de grupo ante Rumania, Escocia (en una victoria agónica por 13-12) y Georgia para clasificar a cuartos, donde enfrentaría a los eventuales campeones del mundo, los All Blacks; en un partido memorable Los Pumas serían derrotados 10-33.
| Mundial                       | Sede          | Resultado        | PJ | Tries |
| ----------------------------- | ------------- | ---------------- | -- | ----- |
| Copa Mundial de Rugby de 1999 | Gales         | Cuartos de final | 5  | 0     |
| Copa Mundial de Rugby de 2003 | Australia     | Primera fase     | 4  | 0     |
| Copa Mundial de Rugby de 2007 | Francia       | Tercer puesto    | 6  | 0     |
| Copa Mundial de Rugby de 2011 | Nueva Zelanda | Cuartos de final | 5  | 0     |

## Entrenador de equipos de rugby
Como entrenador, Mario Ledesma comenzó su camino como colaborador de Michael Cheika en el Stade Français Paris en 2011. Al año siguiente se sumó al personal de Fabien Galthié, en Montpellier, otro club del Top 14 francés.
Nuevamente junto a Michael Cheika, se fue en 2015 a Waratahs y, más tarde ese mismo año también junto a Cheika -que tomó las riendas de la Selección de rugby de Australia (los Wallabies)- se sumó a su personal. Australia lograría en ese año el título del The Rugby Championship 2015 y luego el subcampeonato del Mundial de Rugby de 2015 disputado en Inglaterra. Ledesma continuó en el seleccionado australiano hasta fines de 2017, cuando asumió como Head Coach de Jaguares.
En la franquicia argentina Jaguares logró la mejor campaña hasta ese momento, al clasificar por primera vez a los cuartos de final del Super Rugby 2018.
En agosto de 2018, asume como entrenador de Los Pumas después la renuncia de Daniel Hourcade en junio. Finalizó su mandato al frente del seleccionado tras anunciar su renuncia el 9 de febrero de 2022.

### Participaciones en la Copa del Mundo
| Mundial                       | Sede  | Equipo    | Resultado      | PJ | PG | PE | PP | Pts + | Pts - |
| ----------------------------- | ----- | --------- | -------------- | -- | -- | -- | -- | ----- | ----- |
| Copa Mundial de Rugby de 2019 | Japón | Argentina | Fase de grupos | 4  | 2  | 0  | 2  | 106   | 91    |